# Мюнхенско клане
Мюнхенският атентат е терористична акция по време на олимпийските игри в Мюнхен през 1972 г.
На 5 септември 1972 г. единадесет членове от израелския олимпийски отбор са взети за заложници от палестинската терористична организация „Черния септември“ с искане за освобождаване на 200 палестински затворници в Израел.
Още при взимането на заложниците са убити израелският състезател по вдигане на тежести Йозеф Романо и треньорът му. Похитителите и отвлечените се изтеглят с автобус, а после се качват на хеликоптер, който да ги откара до самолет, пътуващ за Тунис.
Германската полиция открива огън по хеликоптера, завързва се престрелка. Намерени са труповете на деветимата заложници и на четирима похитители, а трима са арестувани, но впоследствие са освободени, след като са разменени срещу отвлечен самолет на Луфтханза. При престрелката загива един полицай. Загиват и петима заложници, с което броят на жертвите става седемнадесет. На 6 септември, сряда, в олимпийския стадион се провежда траурна церемония, на която не присъстват арабски спортисти.
Впоследствие Израел организира група от офицери, работещи в неговите тайни служби, за намиране и елиминиране на останалите живи похитители. Те са ликвидирани, с изключение на Джамал ал-Гашей.
Главният организатор на похищението Абу Дауд доживява до 73 години и умира от бъбречна недостатъчност през 2010 година в Дамаск.
След убийствата на заложниците започва да се говори за прекратяване на олимпийските игри. Това обаче не се случва. На голямо публично изявление тогавашният президент на МОК Ейвъри Бръндидж изрича прочутото изречение „Игрите трябва да продължат“.
През 1972 г. властите обявяват, че атентатът е извършен прецизно. През 2012 г., след разсекретяването на архиви, се разбира, че атентатът е бил извършен дилетантски. Преди Игрите е имало предупреждение за атентат от германското посолство в Бейрут. Властите са се опитали да прикрият грешките си посредством отбягване на самокритика и критика от една институция към други.